# Teorías de conspiración sobre la muerte de Adolf Hitler

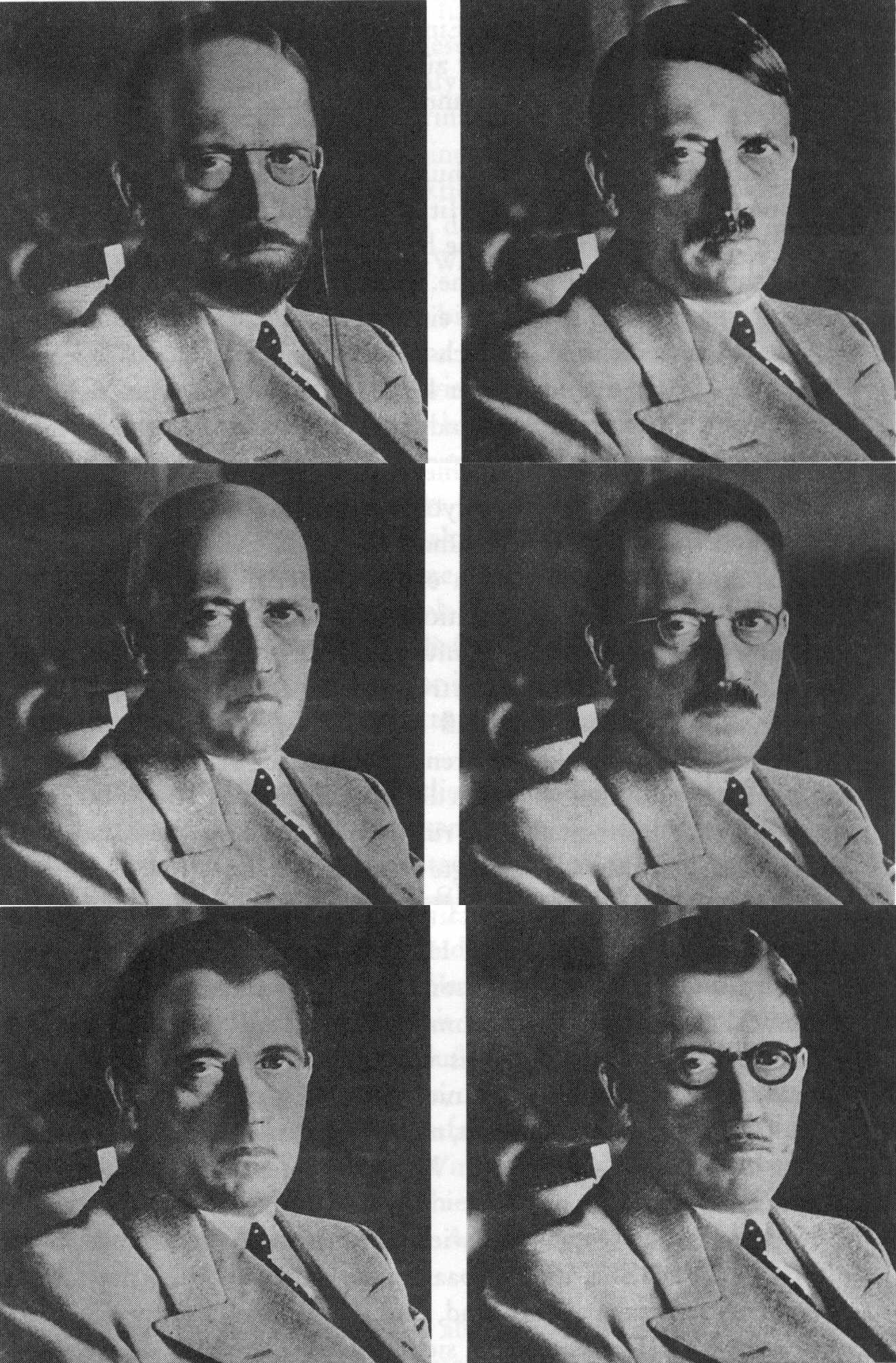
Hitler representado por el Servicio Secreto de los Estados Unidos en 1944 para mostrar cómo podría disfrazarse para evadir la captura.

Tras darse a conocer en el mundo la muerte del dictador nazi Adolf Hitler el 30 de abril de 1945, han surgido teorías conspirativas que contradicen el hecho aceptado de que se suicidó en su búnker. Varias de estas hipótesis sostienen que Hitler, junto con su esposa Eva Braun, sobrevivió escapando de Berlín para evitar ser capturado por las tropas aliadas, llegando a afirmarse que el paradero era América del Sur. Años después de terminada la Segunda Guerra Mundial, el FBI y la Agencia Central de Inteligencia (CIA) investigaron algunos de los informes, sin darles crédito. La revelación de 2009 de que un cráneo en los archivos soviéticos que durante mucho tiempo decían ser de Hitler en realidad pertenecía a una mujer ha ayudado a alimentar las teorías de la conspiración.

## Trasfondo
La narrativa de que Hitler no se suicidó, sino que huyó de Europa, fue presentada por primera vez al público en general por el mariscal Georgy Zhukov en una conferencia de prensa el 9 de junio de 1945, por orden del líder soviético Iósif Stalin. También en ese mes, el 68% de los estadounidenses encuestados pensaban que Hitler todavía estaba vivo. Cuando se le preguntó en la Conferencia de Potsdam en julio de 1945 cómo había muerto Hitler, Stalin dijo que vivía "en España o en Argentina". Los medios de información británicos repitieron los comentarios de un oficial soviético de que un cuerpo carbonizado descubierto por los soviéticos era "un doble [de Hitler] muy pobre". Los periódicos estadounidenses también repitieron citas dudosas, como la del comandante de la guarnición rusa de Berlín, quien afirmó que Hitler se había "ocultado en algún lugar de Europa". Esta desinformación, propagada por el gobierno de Stalin, ha sido un trampolín para varias teorías de la conspiración, a pesar de la conclusión oficial de las potencias occidentales y el consenso de los historiadores de que Hitler se suicidó el 30 de abril de 1945. Incluso provocó un pequeño resurgimiento del nazismo durante la ocupación aliada de Alemania.
En octubre de 1945, el periódico France Soir citó a Otto Abetz, embajador nazi en la Francia de Vichy durante la Segunda Guerra Mundial, diciendo que Hitler no estaba muerto. La primera investigación detallada de las potencias occidentales comenzó ese noviembre después de que Dick White, entonces jefe de contrainteligencia en el sector británico de Berlín, hizo que su agente Hugh Trevor-Roper investigara el asunto para contrarrestar las afirmaciones soviéticas. Sus hallazgos de que Hitler y Braun se habían suicidado en Berlín se escribieron en un informe en 1946 y se publicaron en un libro al año siguiente. Trevor-Roper reflexionó, "el deseo de inventar leyendas y cuentos de hadas ... es (mayor) que el amor a la verdad".
En 1946, un minero estadounidense y predicador bautista llamado William Henry Johnson comenzó a enviar una serie de cartas bajo el seudónimo de "Peletero No. 1", afirmando ser el Hitler vivo y haber escapado con Braun a Kentucky. Alegó que se estaban cavando túneles hasta Washington D. C., y que emplearía ejércitos, bombas nucleares y naves espaciales invisibles para "apoderarse del universo". Johnson pudo recaudar hasta $15.000, prometiendo grandes incentivos a sus seguidores, antes de que fuera arrestado por cargos de fraude postal a mediados de 1956.
Después de décadas de otros informes contradictorios, en 1968 el periodista soviético Lev Bezymenski publicó su libro The Death of Adolf Hitler. Este libro incluye un supuesto informe de autopsia soviética que concluye que Hitler murió por envenenamiento con cianuro, a pesar de que no se registró ninguna disección de órganos internos para confirmar esto y los relatos de testigos oculares afirman lo contrario. Bezymenski afirma que los informes de la autopsia no se publicaron antes "en caso de que alguien intente deslizarse en el papel de 'el Führer salvado por un milagro'". Más tarde admitió que estaba siendo como "un típico propagandista del partido" y tenía la intención de llevar al lector a la conclusión de que un disparo era una quimera o medio invento y que Hitler en realidad se envenenó a sí mismo. Las afirmaciones del libro han sido ampliamente ridiculizadas por los historiadores occidentales.

## Evidencia
A fines de 1945, Stalin ordenó una segunda comisión para investigar la muerte de Hitler, en parte para investigar los rumores sobre la supervivencia del líder alemán. El 30 de mayo de 1946, se encontró parte de un cráneo, aparentemente en el cráter donde se exhumaron los restos de Hitler. Consta de parte del hueso occipital y parte de ambos huesos parietales. El hueso parietal izquierdo casi completo tiene un agujero de bala, aparentemente una herida de salida. En 2009, el arqueólogo y especialista en huesos Nick Bellantoni examinó el fragmento de cráneo, que los funcionarios soviéticos creían que era de Hitler. Según Bellantoni, "el hueso parecía muy delgado" para un varón, y "las suturas donde se unen las placas del cráneo parecían corresponder a alguien menor de 40 años". Se analizó el ADN de un pequeño trozo desprendido del cráneo, al igual que la sangre del sofá de Hitler. Se determinó que el cráneo era el de una mujer, proporcionando forraje para los teóricos de la conspiración, mientras que se confirmó que la sangre pertenecía a un varón.
Ni los exfuncionarios soviéticos-rusos han afirmado que el cráneo era la prueba principal, sino que citaron fragmentos de mandíbula y dos puentes dentales encontrados en mayo de 1945. Los artículos se mostraron a dos asociados del dentista personal de Hitler, Hugo Blaschke, su asistente Käthe Heusermann y el técnico dental desde hace mucho tiempo Fritz Echtmann. Confirmaron que los restos dentales eran de Hitler y Braun, al igual que Blaschke en declaraciones posteriores. En 2017, el patólogo forense francés Philippe Charlier confirmó que los dientes de uno de los fragmentos de la mandíbula estaban en "perfecto acuerdo" con una radiografía tomada de Hitler en 1944. Esta investigación de los dientes realizada por el equipo francés, cuyos resultados se informaron en el European Journal of Internal Medicineen mayo de 2018, descubrió que los restos dentales eran definitivamente los dientes de Hitler. Según Charlier, "No hay duda posible. Nuestro estudio prueba que Hitler murió en 1945".
Los documentos del FBI desclasificados por la Ley de divulgación de crímenes de guerra nazis de 1998, que comenzaron a publicarse en línea a principios de la década de 2010, contienen una serie de supuestos avistamientos de Hitler en Europa, América del Sur y los Estados Unidos, algunos de que afirman que cambió su apariencia mediante cirugía plástica o afeitándose el bigote del cepillo de dientes. Aunque algunas personas notables especularon que Hitler podría haber sobrevivido, incluido el general del ejército Dwight D. Eisenhower y el teniente John F. Kennedy a mediados de 1945, los documentos establecen que los supuestos avistamientos de Hitler no pudieron ser verificados. Richard J. Evans señala que el FBI estaba obligado a documentar tales afirmaciones sin importar cuán "erróneas o trastornadas" fueran, mientras que el historiador estadounidense Donald McKale afirma que sus archivos no produjeron ninguna indicación creíble de la supervivencia de Hitler.

## Presunta fuga a América

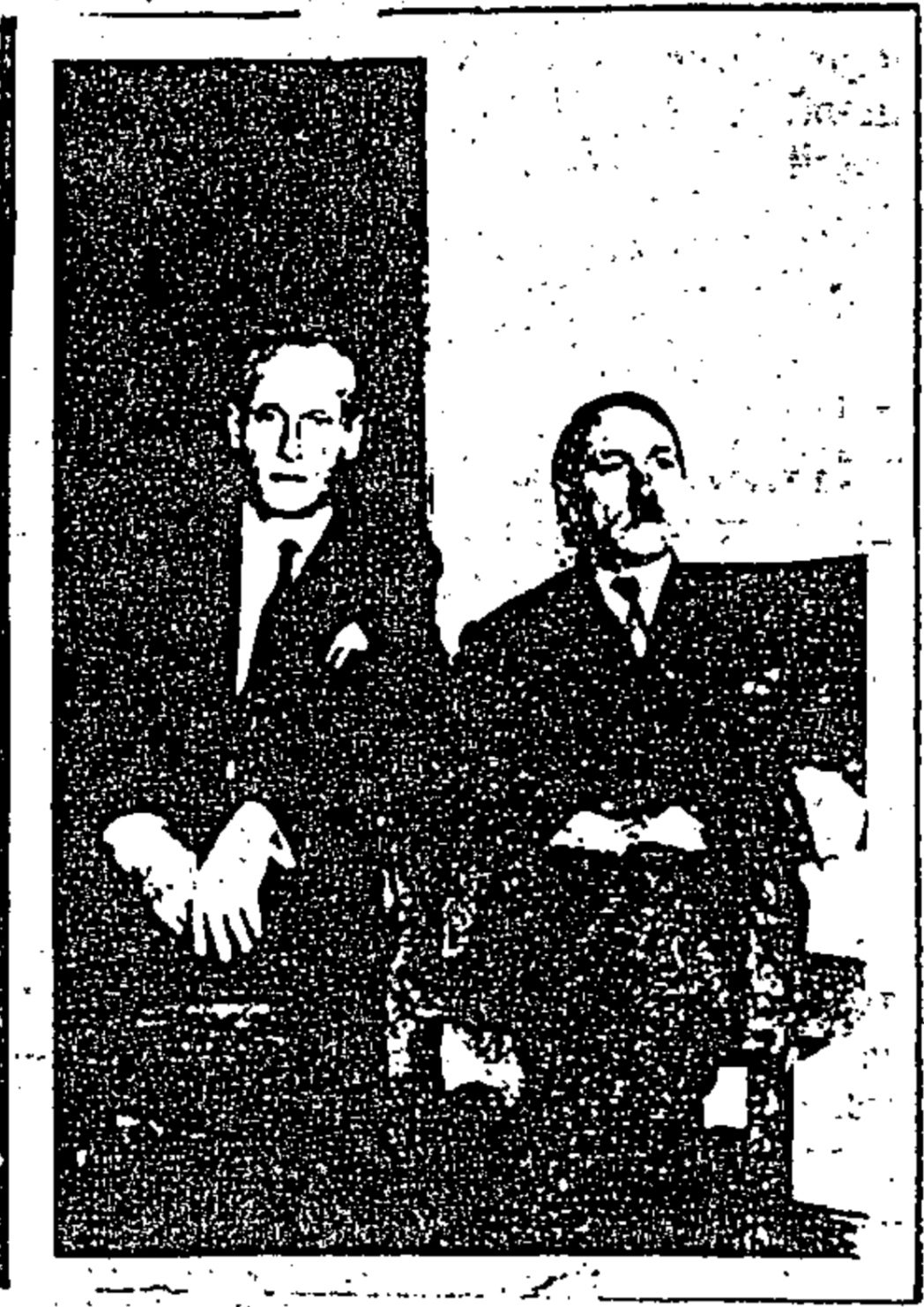
Fotografía de un documento de la CIA que muestra a un supuesto exsoldado de las SS y un hombre que supuestamente era Hitler c. 1954.

Algunas obras afirman que Hitler y Braun no se suicidaron, sino que en realidad escaparon al sur del continente americano.

### Las afirmaciones de Phillip Citroen
Un documento desclasificado de la CIA el 3 de octubre de 1955 informaba afirmaciones hechas por un autoproclamado exsoldado alemán de las SS llamado Phillip Citroen de que Hitler todavía estaba vivo y que "se fue de Colombia a Argentina alrededor de enero de 1955". Adjunto al documento había una supuesta fotografía de Citroen y una persona que afirmaba ser Hitler; en el reverso de la foto estaba escrito "Adolf Schüttelmayor" y el año 1954. El informe también afirma que ni el contacto que informó de sus conversaciones con Citroen, ni la estación de la CIA estaban "en condiciones de dar una evaluación inteligente de la información". Los superiores del jefe de estación le dijeron que "se podían hacer enormes esfuerzos en este asunto con remotas posibilidades de establecer algo concreto", y se abandonó la investigación.

### LibroGrey Wolf: The Escape of Adolf Hitler
El libro de 2011 Grey Wolf: The Escape of Adolf Hitler de los autores británicos Simon Dunstan y Gerrard Williams, y la película de 2014 de Williams basada en él, sugieren que varios submarinos llevaron ciertos nazis y botines nazis a Argentina, donde los nazis fueron apoyados por el futuro presidente Juan Domingo Perón, quien, junto a su esposa Evita, venía recibiendo dinero de los nazis desde hacía algún tiempo. Como afirman las afirmaciones recibidas por el FBI, Hitler supuestamente llegó a dicho país hospedándose en la Hacienda San Ramón (al este de San Carlos de Bariloche), luego se mudó a una mansión de estilo bávaro en Inalco., un lugar remoto y de difícil acceso en el extremo noroeste del lago Nahuel Huapi, cercano a la frontera con Chile. Supuestamente, Eva Braun se separaría de Hitler alrededor de 1954 y se mudó a Neuquén con su hija, Úrsula, y Hitler murió en febrero de 1962.
Esta teoría ha sido descartada por historiadores, incluido Guy Walters. Ha descrito la teoría de Dunstan y Williams como "basura", y agregó que "no tiene sustancia en absoluto. Apela a las fantasías ilusorias de los teóricos de la conspiración y no tiene ningún lugar en la investigación histórica". El historiador Richard Evans tiene muchas dudas sobre el libro y la película posterior. Por ejemplo, señala que la historia de Úrsula o 'Uschi' es meramente una falacia. Evans también señala que Dunstan y Williams hicieron un uso extensivo de un libro Hitler murió en la Argentina de Manuel Monasterio, que el autor admitió más tarde que incluía "extrañas divagaciones" inventadas y especulaciones. Evans sostiene que el libro de Monasterio no debe considerarse una fuente confiable. Al final, descarta las historias de supervivencia de Hitler como "fantasías".

### Hunting Hitler
Los investigadores de la serie Hunting Hitler de History Channel afirman haber encontrado documentos desclasificados y haber entrevistado a testigos que indican que Hitler escapó de Alemania a Sudamérica en un submarino. Él y otros nazis supuestamente tramaron un "Cuarto Reich". Tales teorías de conspiración de supervivencia y escape han sido ampliamente descartadas. Contradictoriamente, en 2017 la serie fue elogiada por la Gaceta de la Policía Nacional de estilo tabloide, que históricamente era partidaria de la teoría marginal, mientras pedía a Rusia que permitiera que se hicieran pruebas de ADN en los restos de la mandíbula de Hitler. Después de aparecer en la serie como un experto en la Segunda Guerra Mundial, el autor James Holland explicó que "[yo] tuve mucho cuidado de nunca mencionar en la película que pensaba que Hitler o Bormann escaparon. Porque no lo hicieron".